# بامبوی بنگال
بامبوی بنگال (انگلیسی: Bambusa tulda) یا خیزران چوبی هندی، یکی از گونه‌های بامبوی بسیار مفید است که در شبه‌قاره هند، هندوچین، تبت، یون‌نان و بخش‌هایی از عراق، پورتوریکو و آمریکای جنوبی یافت می‌شود. این بامبو در صنعت کاغذسازی هند کاربرد زیادی دارد و می‌تواند تا ۱۵ متر ارتفاع و ۸ سانتی‌متر قطر رشد کند. ویژگی برجسته این بامبو، مقاومت کششی فوق‌العاده آن است.

## خصوصیات ظاهری
این بامبو به صورت توده‌ای از ساقه‌های سبز کدر رشد می‌کند که با گذر زمان به رنگ خاکستری مایل به سبز و در نهایت به رنگ قهوه‌ای درمی‌آیند. جوانه‌های نوظهور آن سبز مایل به زرد هستند و ساقه‌ها با گل‌های سفید پوشیده شده‌اند. در بالای گره‌های ساقه، نوارهایی از موهای سفید دیده می‌شود. ریشه‌های هوایی این بامبو تا چند گره بالاتر از سطح زمین رشد می‌کنند. طول هر بخش بین گره‌ها ۳۰ تا ۶۰ سانتی‌متر و قطر ساقه‌ها ۰٫۸ تا ۱٫۲ سانتی‌متر است.
غلاف‌های ساقه، مثلثی شکل با تیغه‌ای مخروطی و به رنگ کاهی هستند. این غلاف‌ها نامتقارن بوده و اندازه آن‌ها بین ۱۵ تا ۳۲ سانتی‌متر طول و ۲۵ تا ۳۴ سانتی‌متر عرض متغیر است. طول تیغه غلاف‌ها بین ۵ تا ۱۰ سانتی‌متر است. گوشواره‌های غلاف نامساوی هستند و گوشواره بزرگ‌تر به شکل گرد در کنار تیغه قرار دارد. سطح بالایی غلاف با موهای قهوه‌ای مایل به سیاه پوشیده شده است، اما سطح زیرین آن بدون مو است. این غلاف‌ها به سرعت می‌ریزند.